# Bränninge, Linköpings kommun
Bränninge var en järnvägsknutpunkt längs smalspårsjärnvägar i Östergötland. Väderstad–Skänninge–Bränninge Järnväg och Mellersta Östergötlands Järnväg (Ringstorp – Linköping – Fågelsta – Vadstena – Ödeshög) var järnvägarna som passerade. Den sista tågtrafiken var 1963.
Bränninge är numera en liten by med några bostadshus, belägen i Linköpings kommun.